# Парламентские выборы в Финляндии (1958)
Парламентские выборы в Финляндии (1958) (фин. Eduskuntavaalit 1958, швед. Riksdagsvalet i Finland 1958) — выборы в 200-местную Эдускунту Финляндии, прошедшие 6 и 7 июля 1958 года. Коммунистический Демократический Союз народа Финляндии стал крупнейшей партией, но не смог сформировать правительство.

## Описание событий
В период с марта 1956, когда Урхо Кекконен (Аграрный союз) стал президентом, и выборами 1958 года в Финляндии сменилось четыре правительства. Карл-Август Фагерхольм от Социал-демократической партии, составляющей большинство в правительстве; Виено Сукселайнен от от Аграрного союза, возглавивший правительство меньшинства; два временных временных технических правительства во главе с председателем Банка Финляндии и Райнером фон Фиандт，Райнер фон Фиандт, занимавший пост управляющего Банком Финляндии; председатель Верховного административного суда Финляндии, Рейно Куускоски. Социал-демократам и аграриям было трудно совместно работать в правительстве, и это существенно уменьшило шансы страны на стабильное правление, так как две другие довольно крупные партии — Народно-демократический союз Финляндии и Национальная коалиция — были исключены из правительства.
Социал-демократы были разделены на две группы: с Вяйнё Таннером, ветераном Социал-демократической партии, и бывшим политзаключённым (одним из восьми «государственных преступников» после Второй мировой войны), который сменил Фагерхольма в июле 1957 года на посту лидера социал-демократов. Социал-демократы были среди основных политических оппонентов Кекконена и хотели его поражения на президентских выборах 1962 года. Став президентом, Кекконен хотел политически победить социал-демократов и, таким образом, расколоть партию на большинство и меньшинство, которых называли скоговцы (по фамилии экс-министра обороны Эмиля Ског Эмиля Скога). Это помогло бы ему приблизиться к намеченной цели.
В дополнение ко всему, Финляндия страдала от рецессии и имела высокий по стандартам того времени уровень безработицы, что помогло Демократическому Союзу народа Финляндии увеличить их поддержку. После этих выборов, Фагерхольм сформировал своё третье правительство, в которое в августе 1958 года вошли социал-демократы, аграрии, национальные коалиционисты, Шведская народная партия и Народная партия Финляндии. Уже назначив правительство Фагерхольма, президент Кекконен отметил, что не поможет ему, если тот столкнётся с проблемами. Вскоре правительство встретилось с трудностями: СССР прервал свои торговые отношения с Финляндией, а в ноябре или декабре 1958 года советский посол в Финляндии вернулся в Советский Союз. Эти «ночные за́морозки» вместе с президентом Кекконеном и другой оппозицией аграриев (министр иностранных дел Виролайнен ушёл из правительства в отставку в начале декабря 1958 и Karjalainen, бывший помощник министра финансов, писал, что это время было периодом ухода мудрых людей из правительства), привели к тому, что Фагерхольм подал в отставку в декабре 1958 года. В январе 1959 Sukselainen сформировал другое центристское правительство меньшинства, в то время как Кекконен посетил Советский Союз, где Хрущёв заверил его, что в советско-финских отношениях снова будет всё хорошо.

## Результаты выборов
| Партия                                                  | Голосов   | %     | Мест | +/-       |
| ------------------------------------------------------- | --------- | ----- | ---- | --------- |
| Демократический союз народа Финляндии                   | 450 220   | 23,16 | 50   | + 7 ▲     |
| Социал-демократическая партия Финляндии                 | 449 536   | 23,12 | 48   | - 6 ▼     |
| Аграрный союз                                           | 448 364   | 23,06 | 48   | - 5 ▼     |
| Национальная коалиция                                   | 297 094   | 15,28 | 29   | + 5 ▲     |
| Шведская народная партия                                | 126 365   | 6,50  | 13   | + 1 ▲     |
| Либеральная партия/Народная партия                      | 114 617   | 5,90  | 8    | - 5 ▼     |
| Социал-демократический союз рабочих и крестьян          | 33 947    | 1,75  | 3    | 0 (новая) |
| Представитель Аландов                                   | 5 487     | 0,28  | 1    | 0 ▬       |
| Оппозиция аграрной лиги                                 | 5 057     | 0,3   | 0    | 0 (новая) |
| Христианские демократы                                  | 3 358     | 0,2   | 0    | 0 (новая) |
| беспартийные                                            | 3 033     | 0,2   | 0    | 0 (новая) |
| свободный экономический список                          | 331       | 0,0   | 0    | 0 (новая) |
| Лига народного острудничества                           | 160       | 0,0   | 0    | 0 (новая) |
| прочие                                                  | 242       | 0,0   | 0    | -         |
| Недействительные/пустые бланки                          | 10 162    | -     | -    | -         |
| всего                                                   | 1 944 235 | 100   | 200  | 0         |
| Зарегистрированных избирателей/явка                     | 2 606 258 | 75,0  | -    | -         |
| Источник: Tilastokeskus 2004, Suomen virallinen tilasto |           |       |      |           |

| Народное голосование                                          | Народное голосование | Народное голосование | Народное голосование | Народное голосование |
| партия                                                        |                      |                      |                      |                      |
| ------------------------------------------------------------- | -------------------- | -------------------- | -------------------- | -------------------- |
| Народно-демократический союз Финляндии                        |                      |                      | 23.16 %              |                      |
| Социал-демократическая партия Финляндии                       |                      |                      | 23.12 %              |                      |
| Финляндский центр                                             |                      |                      | 23.06 %              |                      |
| Национальная коалиция                                         |                      |                      | 15.28 %              |                      |
| Шведская народная партия                                      |                      |                      | 6.50 %               |                      |
| Народная партия Финляндии(1951)                               |                      |                      | 5.90 %               |                      |
| Социал-демократический союз рабочих и малых сельских хозяйств |                      |                      | 1.75 %               |                      |
| прочие                                                        |                      |                      | 1.24 %               |                      |

| Мест в парламенте                                             | Мест в парламенте | Мест в парламенте | Мест в парламенте | Мест в парламенте |
| партия                                                        |                   |                   |                   |                   |
| ------------------------------------------------------------- | ----------------- | ----------------- | ----------------- | ----------------- |
| Народно-демократический союз Финляндии                        |                   |                   | 25.00 %           |                   |
| Социал-демократическая партия Финляндии                       |                   |                   | 24.00 %           |                   |
| Финляндский центр                                             |                   |                   | 24.00 %           |                   |
| Национальная коалиция                                         |                   |                   | 14.50 %           |                   |
| Шведская народная партия                                      |                   |                   | 6.50 %            |                   |
| Народная партия Финляндии                                     |                   |                   | 4.00 %            |                   |
| Социал-демократический союз рабочих и малых сельских хозяйств |                   |                   | 1.50 %            |                   |
| прочие                                                        |                   |                   | 0.50 %            |                   |